# Partycrasher
Partycrasher, lanzado el 5 de noviembre de 2013 a través de No Idea Records, es el cuarto álbum de estudio de la banda de hardcore melódico proveniente de Massachusetts, A Wilhelm Scream. Es el trabajo discográfico que sigue a Career Suicide lanzado el año 2007. Partycrasher fue grabado en 2012, producido por Trevor J. Reilly y Mike Supina en Black and Blue Studio y grabado en Anchor End Recording, ambos ubicados en New Bedford, Massachusetts. Ingeniería adicional por James Whitten. Mezclado hecho por Andrew Berlín y el equipo de The Blasting Room

## Canciones
- 1. Boat Builders
- 2. The Last Laugh
- 3. Devil Don't Know
- 4. Number One
- 5. Gut Sick Companion
- 6. Hairy Scarecrow
- 7. Ice Man Left A Trail
- 8. Sassaquin
- 9. Walkin' With Michael Douglas
- 10. Wild Turkey
- 11. Born A Wise Man

## Personal
A Wilhelm Scream
- Nuno Pereira - Voces
- Trevor Reilly - Guitarra, Voces de respaldo
- Mike Supina - Guitarra, Voces de respaldo
- Brian J. Robinson - Bajo, Voces de respaldo
- Nicholas Pasquale Angelini - Batería